# Désignation alliée des avions japonais durant la Seconde Guerre mondiale
La désignation alliée pour les avions japonais durant la Seconde Guerre mondiale, était les noms de codes donnés par le personnel allié aux avions de l'empire du Japon durant la campagne du Pacifique de la Seconde Guerre mondiale. Les noms devaient aider les militaires alliés à identifier les avions japonais aperçus. 
Il n'existait pas de code similaire pour les autres pays de l'Axe, Allemagne nazie et Italie fasciste.

## Historique

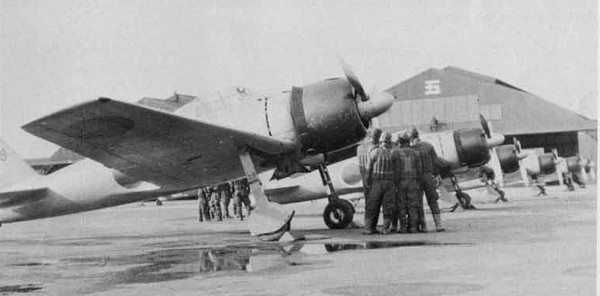
Chasseurs japonais A6M3-32 désignés "Hamp"

Dans les premiers mois de la guerre du Pacifique (à partir du 7 décembre 1941), le personnel allié avait du mal à identifier rapidement et à décrire succinctement les appareils japonais rencontrés durant les combats. Les Alliés trouvaient le système de désignation japonais trop difficile et déroutant. Dans ce système, un avion nippon possédait deux noms : le premier était composé par la désignation alphanumérique du projet et par le nom du fabricant et le deuxième était la désignation officielle militaire composé du type d'appareil et de l'année d'entrée en service. Par exemple, le chasseur Mitsubishi A5M avait pour désignation militaire Chasseur Embarqué Type 96. Type 96 signifie que cet avion est entré en service durant l'année impériale 2596, équivalent de l'année 1936 de notre calendrier grégorien. Les autres avions qui sont entrés en service durant cette même année recevront une identification similaire : tel que le Aichi D1A ou Bombardier Embarqué Type 96 et le Mitsubishi G3M ou Bombardier d'attaque Type 96. Et ajoutant à la confusion, l'United States Army et l'United States Navy possédait chacune des désignations différentes.
Le major Frank T. McCoy, responsable de la section Air Technical Intelligence Unit (unité de renseignement air), eut l'idée d'attribuer à chaque appareil un prénom. Des prénoms masculins étaient donnés aux chasseurs, qui constituaient un danger mortel pour les appareils alliés. Des prénoms féminins étaient donnés à tous les autres appareils, tels que les bombardiers, les avions de transport militaire et les avions de reconnaissance, qui constituaient plutôt des proies pour les chasseurs alliés.

## Liste
| Nom de code | Appareil                            | Type & Désignation                                                | Branche        | Notes          |
| ----------- | ----------------------------------- | ----------------------------------------------------------------- | -------------- | -------------- |
| Abdul       | Nakajima Ki-27                      | Chasseur Type 97 (voir "Nate")                                    | Armée de Terre | [ 4 ]          |
| Abdul       | Mitsubishi                          | Chasseur Type 97                                                  | Marine         | Modèle fictif  |
| Adam        | Nakajima SKT-97                     | Chasseur hydravion Type 97                                        | Marine         | Modèle fictif, |
| Alf         | Kawanishi E7K                       | Hydravion de reconnaissance Type 94                               | Marine         | [ 6 ]          |
| Ann         | Mitsubishi Ki-30                    | Bombardier léger Type 97                                          | Armée de terre | [ 6 ]          |
| Babs        | Mitsubishi C5M                      | Avion de reconnaissance Type 98                                   | Marine         | [ 6 ]          |
| Babs        | Mitsubishi Ki-15                    | Avion de reconnaissance et de commandement Type 97 (Voir "Norma") | Armée de Terre | ,              |
| Baka        | Yokosuka MXY7                       | Avion d'attaque suicide Ohka                                      | Marine         | [ 6 ]          |
| Belle       | Kawanishi H3K                       | Hydravion Type 90-2                                               | Marine         | [ 6 ]          |
| Bess        | Heinkel He 111                      | Bombardier moyen Type 98                                          |                | [ 6 ]          |
| Betty       | Mitsubishi G4M                      | Bombardier basé à terre Type 1                                    | Marine         | [ 8 ]          |
| Bob         | Nakajima E2N (en)                   | "Aichi Type 97"                                                   |                | ,              |
| Cedar       | Tachikawa Ki-17 (en)                | Avion d'entrainement basique Type 95-3                            | Armée de terre | [ 6 ]          |
| Cherry      | Yokosuka H5Y (en)                   | Hydravion Type 99                                                 | Marine         | [ 8 ]          |
| Clara       | Tachikawa Ki-70 (en)                | Avion de reconnaissance                                           | Armée de terre | Prototype      |
| Claude      | Mitsubishi A5M                      | Chasseur embarqué Type 96                                         | Marine         | [ 6 ]          |
| Clint       | Nakajima Ki-27                      | Chasseur Type 97                                                  | Armée de terre | [ 6 ]          |
| Cypress     | Kokusai Ki-86                       | Avion d'entrainement Type 4                                       | Armée de terre | [ 6 ]          |
| Cypress     | Kyūshū K9W                          | Avion d'entrainement Type 2                                       | Marine         | [ 6 ]          |
| Dave        | Nakajima E8N                        | Hydravion de reconnaissance Type 95                               | Marine         | [ 6 ]          |
| Dick        | Sukukaze 20                         | Chasseur biplace Type S                                           | Marine         | [ 6 ]          |
| Dinah       | Mitsubishi Ki-46                    | Avion de reconnaissance et de commandement Type 100               | Armée de terre | [ 8 ]          |
| Edna        | Tachikawa Ki-71                     | Avion de reconnaissance                                           | Armée de terre | Prototype      |
| Emily       | Kawanishi H8K                       | Hydravion lourd Type 2                                            | Marine         | [ 8 ]          |
| Fran        | Yokosuka P1Y                        | Bombardier / Chasseur nocturne                                    | Marine         | [ 12 ]         |
| Frances     | Yokosuka P1Y                        | Bombardier / Chasseur nocturne                                    | Marine         | [ 12 ]         |
| Frank       | Nakajima Ki-84                      | Chasseur Type 4                                                   | Armée de terre | [ 12 ]         |
| Gander      | Kokusai Ku-8                        | Planeur de transport spécial Type 4                               | Armée de terre | [ 6 ]          |
| George      | Kawanishi N1K-J                     | Intercepteur                                                      | Marine         | [ 12 ]         |
| Glen        | Yokosuka E14Y                       | Hydravion léger de reconnaissance Type 0                          | Marine         | [ 8 ]          |
| Goose       | Kokusai Ku-8                        | Planeur de transport spécial Type 4                               | Armée de terre | [ 6 ]          |
| Grace       | Aichi B7A                           | Bombardier en piqué / torpilleur embarqué                         | Marine         | [ 6 ]          |
| Gwen        | Mitsubishi Ki-21-IIb                | Bombardier moyen Type 0                                           | Armée de terre | [ 6 ]          |
| Hap         | Mitsubishi A6M3                     | Chasseur embarqué Model 32 Type 0                                 | Marine         | [ 8 ]          |
| Hamp        | Mitsubishi A6M3                     | Chasseur embarqué Model 32 Type 0                                 | Marine         | ,              |
| Hank        | Sukukaze 20                         | Hydravion de reconnaissance nocturne Type 96                      | Marine         | [ 6 ]          |
| Harry       | Mitsubishi TK-4                     | Chasseur Bimoteur Type 0                                          | Armée de terre | Modèle fictif, |
| Helen       | Nakajima Ki-49                      | Bombardier Lourd Type 100                                         | Armée de terre | [ 8 ]          |
| Hickory     | Tachikawa Ki-54                     | Avion d'entrainement Type 1                                       | Armée de terre | [ 6 ]          |
| Ida         | Tachikawa Ki-36                     | Avion de coordination Type 98                                     | Armée de terre | [ 8 ]          |
| Ida         | Tachikawa Ki-55 (en)                | Avion d'entrainement avancé Type 99                               | Armée de terre | [ 6 ]          |
| Ione        | Aichi AI-104                        | Hydravion de reconnaissance Type 98                               | Marine         | ,              |
| Irving      | Nakajima J1N                        | Avion de reconnaissance terrestre / Chasseur nocturne Type 2      | Marine         | [ 12 ]         |
| Jack        | Mitsubishi J2M                      | Intercepteur                                                      | Marine         | [ 12 ]         |
| Jake        | Aichi E13A                          | Hydravion de reconnaissance Type 0                                | Marine         | [ 8 ]          |
| Jane        | Mitsubishi Ki-21                    | Bombardier lourd Type 97                                          | Armée de terre | [ 6 ]          |
| Jean        | Yokosuka B4Y                        | Bombardier en piqué / torpilleur embarqué Type 96                 | Marine         | [ 6 ]          |
| Jerry       | Heinkel A7He                        | Intercepteur Type He                                              | Marine         | [ 6 ]          |
| Jill        | Nakajima B6N                        | Bombardier d'attaque embarqué                                     | Marine         | [ 6 ]          |
| Judy        | Yokosuka D4Y                        | Bombardier en piqué / torpilleur embarqué Type 2                  | Marine         | [ 8 ]          |
| Julia       | Kawasaki                            | Bombardier lourd Type 97                                          | Armée de terre | ,              |
| Kate        | Nakajima B5N                        | Bombardier-Torpilleur embarqué Type 97-1                          | Marine         | [ 8 ]          |
| Laura       | Aichi E11A                          | Hydravion de reconnaissance Type 98                               | Marine         | [ 6 ]          |
| Lily        | Kawasaki Ki-48                      | Bombardier léger bimoteur Type 99                                 | Armée de terre | [ 8 ]          |
| Liz         | Nakajima G5N                        | Bombardier lourd expérimental 13-Shi                              | Marine         | [ 8 ]          |
| Lorna       | Kyushu Q1W                          | Avion de patrouille maritime                                      | Marine         | [ 6 ]          |
| Louise      | Mitsubishi Ki-2-II                  | Bombardier léger bimoteur Type 93-2                               | Armée de terre | [ 6 ]          |
| Luke        | Mitsubishi J4M (en)                 | Intercepteur expérimental 17-Shi                                  | Marine         | [ 6 ]          |
| Mary        | Kawasaki Ki-32                      | Bombardier léger Type 98                                          | Armée de terre | [ 6 ]          |
| Mabel       | Mitsubishi B5M Bombardier d'attaque | Type 97-2                                                         | Marine         | [ 6 ]          |
| Mavis       | Kawanishi H6K                       | Hydravion lourd Type 97                                           | Marine         | [ 8 ]          |
| Millie      | Vultee V-11                         | Bombardier léger Type 98 Showa                                    | Armée de terre | [ 6 ]          |
| Myrt        | Nakajima C6N                        | Avion de reconnaissance embarqué                                  | Marine         | [ 6 ]          |
| Nate        | Nakajima Ki-27                      | Chasseur Type 97                                                  | Armée de terre | [ 6 ]          |
| Nell        | Mitsubishi G3M                      | Bombardier Type 96                                                | Marine         | [ 8 ]          |
| Nick        | Kawasaki Ki-45                      | Chasseur biplace Type 2                                           | Armée de terre | [ 8 ]          |
| Norm        | Kawanishi E15K                      | Hydravion de reconnaissance à grande vitesse Type 2               | Marine         | [ 6 ]          |
| Norma       | Mitsubishi Ki-15                    | Bombardier léger Type 97                                          | Armée de terre | ,              |
| Oak         | Kyūshū K10W (en)                    | Avion entrainement intermédiaire Type 2                           | Marine         | [ 8 ]          |
| Omar        | Sukukaze 20                         | Chasseur                                                          | Modèle fictif, |                |
| Oscar       | Nakajima Ki-43                      | Chasseur Type 1                                                   | Armée de terre | [ 8 ]          |
| Pat         | Tachikawa Ki-74                     | Bombardier de reconnaissance                                      | Armée de terre | [ 20 ]         |
| Patsy       | Tachikawa Ki-74                     | Bombardier de reconnaissance                                      | Armée de terre | [ 20 ]         |
| Paul        | Aichi E16A                          | Hydravion de reconnaissance                                       | Marine         | [ 6 ]          |
| Peggy       | Mitsubishi Ki-67                    | Bombardier lourd Type 4                                           | Armée de terre | [ 6 ]          |
| Perry       | Kawasaki Ki-10                      | Chasseur Type 95                                                  | Armée de terre | [ 6 ]          |
| Pete        | Mitsubishi F1M                      | Hydravion d'observation Type 0                                    | Marine         | [ 8 ]          |
| Pine        | Mitsubishi K3M                      | Avion d'entrainement Type 90                                      | Marine         | [ 6 ]          |
| Randy       | Kawasaki Ki-102                     | Avion d'attaque Type 4                                            | Armée de terre | [ 6 ]          |
| Rex         | Kawanishi N1K                       | Chasseur                                                          | Marine         | [ 6 ]          |
| Rita        | Nakajima G8N                        | Avion d'attaque basé au sol Type 18                               | Marine         | [ 6 ]          |
| Rufe        | Nakajima A6M2-N                     | Intercepteur/chasseur-Bombardier Type 2                           | Marine         | [ 8 ]          |
| Ruth        | Fiat BR.20                          | Bombardier lourd Type I                                           | Armée de terre | [ 6 ]          |
| Sally       | Mitsubishi Ki-21                    | Bombardier Lourd Type 97                                          | [ 8 ]          |                |
| Sam         | Mitsubishi A7M                      | Chasseur Embarqué expérimental                                    | Marine         | [ 6 ]          |
| Slim        | Watanabe E9W                        | Hydravion léger de reconnaissance Type 96                         | Marine         | [ 6 ]          |
| Sonia       | Mitsubishi Ki-51                    | Avion d'attaque Type 99                                           | Armée de terre | [ 8 ]          |
| Spruce      | Tachikawa Ki-9 (en)                 | Avion d'entrainement intermédiaire Type 95-1                      | Armée de terre | [ 6 ]          |
| Stella      | Kokusai Ki-76                       | Avion de commandement et de liaison Type 3                        | Armée de terre | [ 6 ]          |
| Susie       | Aichi D1A                           | Bombardier embarqué Type 94/96                                    | Marine         | [ 6 ]          |
| Tabby       | Douglas DC-3                        | Avion de Transport Type D                                         | Marine         | [ 6 ]          |
| Tabby       | Showa L2D                           | Avion de Transport Type 0                                         | Marine         | [ 6 ]          |
| Tess        | Douglas DC-2                        |                                                                   | Armée de terre | [ 8 ]          |
| Thalia      | Kawasaki Ki-56                      | Avion de Transport de fret Type 1                                 | Armée de terre | [ 6 ]          |
| Thelma      | Lockheed Model 14                   | Avion de Transport Type LO                                        | Armée de terre | [ 8 ]          |
| Theresa     | Kokusai Ki-59                       | Avion de Transport Type 1                                         | Armée de terre | [ 6 ]          |
| Thora       | Nakajima Ki-34 Thora                | Avion de Transport Type 97                                        | Armée de terre | [ 6 ]          |
| Tina        | Yokosuka L3Y                        | Avion de Transport Type 96                                        | Marine         | [ 6 ]          |
| Tojo        | Nakajima Ki-44                      | Chasseur monoplace Type 2                                         | Armée de terre | [ 8 ]          |
| Tony        | Kawasaki Ki-61                      | Chasseur Type 3                                                   | Armée de terre | [ 8 ]          |
| Topsy       | Mitsubishi Ki-57                    | Avion de Transport Type 100                                       | Armée de terre | [ 8 ]          |
| Topsy       | Mitsubishi L4M                      | Avion de Transport Type 0                                         | Marine         | [ 6 ]          |
| Val         | Aichi D3A                           | Bombardier en piqué Type 99                                       | Marine         | [ 8 ]          |
| Willow      | Yokosuka K5Y                        | Avion d'entrainement intermédiaire Type 93                        | Marine         | [ 6 ]          |
| Zeke        | Mitsubishi A6M                      | Chasseur embarqué Type 0                                          | Marine         | [ 8 ]          |

## Postérité
Lorsque la Seconde Guerre mondiale laissa place à la Guerre froide après 1945, un nouveau système, le code OTAN, fut inventé pour désigner les matériels du Pacte de Varsovie, incluant les avions. Plus précis, il attribuait à chaque modèle un nom commun de la langue anglaise, dont l'initiale indiquait le type d'appareil dans le système de désignation américain. Par exemple, le Soukhoï Su-27 était un chasseur, en anglais Fighter : il reçut donc un nom débutant par un F, Flanker.